# كلاود (نظام تشغيل)
سحابة أو كلود (بالإنجليزية: Cloud)‏ هو نظام تشغيل يستند على متصفح الذي أنشأته شركة (جوود أو إس إل إل سي)، وهي شركة مقرها في لوس أنجلوس. أطلقت الشركة في البداية توزيعة لينكوس تسمى (ج أو إس) التي تعتمد بشكل كبير على أوبونتو، وهي الآن في تجسدها الثالث.

## نظرة عامة
كانت السحابة نظام تشغيل مبسطًا لا يعمل إلا على متصفح ويب، مما يوفر الوصول إلى مجموعة متنوعة من التطبيقات المستندة إلى الويب والتي تسمح للمستخدم بإجراء العديد من المهام البسيطة دون تشغيل نظام تشغيل واسع النطاق. بسبب بساطته، يمكن أن تمد السحابة في بضع ثوانٍ فقط.
تم تصميم نظام التشغيل لأجهزة (نيت بوكس) وأجهزة الاتصال بالانترنت وأجهزة الكمبيوتر التي تستخدم بشكل أساسي لتصفح الإنترنت. من السحابة يمكن للمستخدم التمهيد بسرعة نظام التشغيل الرئيسي، لأن السحابة تواصل تشغيل نظام التشغيل الرئيسي في الخلفية.
يسمح الجمع بين المتصفح ونظام التشغيل الأساسي باستخدام الحوسبة السحابية، حيث يتم تشغيل التطبيقات والبيانات على الإنترنت بدلاً من القرص الصلب.
يمكن تثبيت السحابة واستخدامها مع أنظمة التشغيل الأخرى، أو العمل كنظام تشغيل مستقل. عند استخدامها كنظام تشغيل مستقل، تكون متطلبات الأجهزة منخفضة نسبيًا.
في عام 2009، كان نظام السحابة متاحًا رسميًا فقط مدمجًا في (نيت بوكس) ذي الشاشة اللمسية GIGABYTE M912. 
قارنت المراجعات المبكرة واجهة المستخدم لنظام التشغيل مع (اكس أو إس) ولاحظت تشابه متصفحها مع جوجل كروم، على الرغم من أنها تستند في الواقع إلى متصفح موزيلا فايرفوكس تم تعديله.

## روابط خارجية
- Netbooks running new 'Cloud OS' rumored for CES
- Good OS introduce quick boot Cloud OS for netbooks